# Santiago Barboza
Ángel Santiago Barboza Manzzi (Rocha, 3 ottobre 1989) è un calciatore uruguaiano, attaccante del Piriápolis.